# Flor Peeters (organist)
Franciscus Florentinus (Flor) Peeters (Tielen, 4 juli 1903 - Antwerpen, 4 juli 1986) was een Belgische organist, componist en muziekpedagoog.

## Leven
Flor Peeters was een zoon van Ludovicus Peeters en Marie-Elisabeth Deckers, Hij groeide op in het Kempische dorpje Tielen. Hij studeerde aan het Lemmensinstituut, toen nog te Mechelen. Zijn docenten waren Jules Van Nuffel, Lodewijk Mortelmans en Oscar Depuydt. In 1923 haalde hij er de Lemmens-Tinel-prijs en werd toen direct benoemd tot leraar orgel aan dat zelfde instituut als opvolger van Depuydt. Hij werd in 1923 tevens tweede organist aan de Sint-Romboutskathedraal en vanaf 1925 eerste, opnieuw als opvolger van Depuydt
Van 1931-1948 was hij orgelleraar aan het Conservatorium in Gent, van 1935-1948 tevens te Tilburg (Rooms-Katholieke Leergangen) en van 1948-1968 aan het Koninklijk Vlaams Conservatorium Antwerpen, waar hij tevens directeur was van 1952-1968. Op  28 juni 1934 werd hij gevraagd het orgel te bespelen tijdens het doopsel van Koning Albert II in de St-Jacobskerk. Van 1939 tot 1942 was hij organist-titularis van de Église Sainte-Clotilde in Parijs.
Hij gaf tijdens zijn uitgebreide tournees over haast de gehele wereld ruim 1200 orgelrecitals. Hij gaf jaarlijks meesterklassen in Amerika en sinds 1968 ook in Mechelen. Door rugproblemen moest hij in 1978 stoppen met orgelspelen.
Zijn omvangrijk oeuvre (onder meer orkest-, kamermuziek, vele liederen) omvat belangrijke composities voor orgel en koorwerken; aanvankelijk componerend in het symfonische klank- en vormideaal, kwam hij, onder invloed van de Nederlandse polyfonisten en van het gregoriaans, tot een meer lineaire, karakteristieke orgelstijl.

## Erkenning
- Flor Peeters werd lid van de Koninklijke Vlaamse Academie van België voor Wetenschappen, Letteren en Schone Kunsten.
- In 1958 werd een aflevering van het televisieprogramma Ten huize van gewijd aan Flor Peeters.[3] Ast Fonteyne bezocht Peeters thuis.
- Flor Peeters ontving twee eredoctoraten: in 1962 aan de University of America en in 1971 aan de Katholieke Universiteit Leuven.[4]
- In 1973 werd hij in de erfelijke adelstand opgenomen met de titel van baron.
- In 1972 werd hij ereburger van Turnhout. Hij was ook ereburger van New Orleans en Kansas City.

## Composities

### Werken voor orkest
- 1929 Suite, voor orkest, op. 18
- 1936 Psalm 99, Jubilate Deo, omnis terrae, voor vierstemmig gemengd koor en orkest, op. 40
- 1944 Concert, voor orgel en orkest, op. 52
- 1948 Concert, voor orgel en piano, op. 74
  1. Introduzione, Allegro
  2. Larghetto
  3. Cadenza, Allegro vivo
- 1968 Concert, voor piano en orkest, op. 74 (bewerking van het Concert voor orgel en piano, op. 74)
- Zes Alice Nahonliederen, voor orkest, op. 3
- O Maria die daar staat, voor orkest, op. 12
- Zomerweelde, voor orkest, op. 19
- De Herders, voor orkest, op. 19
- Mère-liederen, voor orkest, op. 41
- Ivoren Toren, voor orkest, op. 47
- Het Tijdeloze Verbond, voor orkest, op. 50

### Missen en andere kerkmuziek
- Missa in honorem sanctae Lutgardis
- Missa in honorem sancti Josephi

### Cantates
- De Morgen in 't bos, kindercantate voor klein orkest, op. 44

### Werken voor harmonie- en fanfareorkesten
- 1919 Mars - De Kempen, voor harmonie- of fanfareorkest, op. 1 (opgedragen aan de Koninklijke Fanfare "Brass Band Kempenzonen", Tielen)
- 1940 Sinfonia (per organo), voor harmonieorkest, op. 48 (bewerkt door Jos Moerenhout en Guy Duijck)
- 1963 Modale Suite, voor harmonieorkest, op 43 (bewerkt door Jos Moerenhout)
- 1977 Aria, voor trompet en harmonieorkest, op. 51 (bewerkt door Bryan Goff)

### Werken voor orgel
- 1923 Vier Improvisaties, op. 6 (A mon cher ami, Michel van Dessel, organiste de la Cathédrale à Dundalk, Irlande)
  1. Verbum supernum
  2. Ave Maria
  3. Iste Confessor
  4. Inviolata
- 1925 Tien Pedaalstudies, op. 11
- 1925 Symphonische Fantasie, op. 13 (To the memory of my dear master Oscar Depuydt)
- 1926 Mystieke avond - Soir Mystique, op. 16 (1) (voor Jean Collot)
- 1927 Abdijvrede, op. 16 (2) (In oprechte genegenheid aan m'n goeden vriend E. Pater Tharcicius Valvekens van herte opgedragen)
- 1928 Intieme Stonden - Heures intimes, deel I, op. 17
- 1929 Variationen und Finale über ein Altflämisches Lied "Laet ons mit herten reyne", op. 20 (À Marcel Dupré)
- 1931 Intieme Stonden - Heures Intimes, deel II, op. 25
- 1933 Toccata, Fugue et Hymne sur Ave Maris Stella, op. 28 (À Charles Tournemire)
- 1935 Speculum vitae, voor grote orgel en zang, op. 36 - tekst: Jozef Simons; Frans: Hilarion Thans; Duits: Franz Fromme - (Aan Ria Lenssens)
  1. Nacht, Nuit
  2. Morgen, Matin
  3. Middag, Mittag, Midi
  4. Avond, Abend, Soir
- 1935 Speculum Vitae, Mirror of Life, muzikaal gedicht voor orgel en zangstem, op. 36 - Engelse versie: Walter E. Buszin; Duitse versie: Franz Fromme
- 1935 Vlaamsche Rhapsodie - Rhapsodie Flamande, voor grote orgel, op. 37 - (Aan G.D. Cunningham, stadsorganist Birmingham)
- 1935 Elégie, op. 38 - (In piam memoriam matris meae perdelictae)
- 1935 Tien Koralen voor orgel - Zehn Orgelchoräle - Dix chorals pour grand orgue, op. 39
  1. Een Kind geboren in Bethlehem
  2. Herders hij is geboren
  3. Nu syt willecome
  4. Ons is geboren een Kindekeyn
  5. Maria die soude naar Bethlehem gaen
  6. Met desen Nieuwen Jare
  7. O Jesu soet
  8. Ick wil mi gaen vertroosten
  9. Van liefden comt groot liden
  10. Heer Jezus heeft een hofken
- 1938 Passacaglia e fuga, op. 42 - (Aan Hendrik Andriessen)
- 1938 Suite Modale, op. 43
  1. Choral (Aan Mia Van den Biggelaar)
  2. Scherzo (Aan mijn leerling, Mejuffer Cecile Stevens)
  3. Adagio (Aan mijn leerling Eerw. Mère Ceciel R.U.,Gierle)
  4. Toccata (Aan mijn leerling Mejuffer Godelieve Suys)
- 1940 Sinfonia per organo, op. 48 - (Aan mijn vrouw)
  1. Allegro energico
  2. Adagio
  3. Fantasia
  4. Fuga
- 1945 Aria, op. 51 (2) - (Voor Berten De Keyser)
- 1945 35 Miniaturen voor orgel, op. 55 - (To my dear friend Theodore N. Marier)
- 1945 Variations on an original theme, op. 58 - (To Josef Tönnes, Duisburg)
- 1945 Four Pieces (Vier stukken), op 59
  1. Morning Hymn (To rev. Father Philemon Raes) ∞ 3'
  2. Gavotte Antique (To Claire Coci) ∞ 3'
  3. Nostalgia (To Frederick Marriott) ∞ 3'
  4. Legende (To Edward George Power Biggs)
- 1948 Lied Symphony, op. 66
  1. Lied to the Ocean, ( To Richard Purvis, Grace Cathedral, San Francisco)
  2. Lied to the Desert, (To Carl Weinrich, Princeton University)
  3. Lied to the Flowers, (To Antoinette van Boxmeer)
  4. Lied to the Mountains, (To Alexander McCurdy, Curtis Institute, Philadelphia)
  5. Lied to the Sun, (To Virgil Fox, Riverside Church, New York)
- 1948 Ten Chorale Preludes, op. 68 - (To my pupil and dear friend Arden Whitacre)
- 1949 Ten Chorale Preludes, op. 69 - (To my dear friend Walter E. Buszin)
- 1949 Ten Chorale Preludes (Seasonal), op. 70 - (To my dear friend Evelyn Hinrichsen)
- 1949 Four Pieces (Vier stukken), op. 71
  1. Hymn (To my friend Kees Stolwijk)
  2. Largo (To my friend Nico Zeyen)
  3. In Memoriam ( In memoriam Rev. Sister Marie Florence of Paridaens, Louvain ;† Ernie Pyle 19-7-1946)
  4. Final (To my friend and colleague Gabriel Verschraegen)
- 1950 Drei Preludien und Fugen, op. 72 - (Meinem Sohn Guido gewidmet/Aan mijn zoon Guido opgedragen)
  1. Preludium und Fuge in F Lydisch
  2. Preludium und Fuge in F Dorisch
  3. Preludium und Fuge in A Mixolydisch
- 1951 Alma Redemptoris Mater, motet voor orgel, op. 73a (A mon cher ami Piet Visser)
- 1951 Arioso, op. 74a
- 1953 Ten Chorale Preludes on Gregorian Hymns, op. 75 - (To my daughter Frieda/Aan mijn dochter Frieda opgedragen)
- 1954 Ten Chorale Preludes on Gregorian Hymns, op. 76 - (To my dear friend Albert de Klerk, organist in Haarlem, Holland)
- 1954 Ten Chorale Preludes on Gregorian Hymns, op. 77 - (To my dear friend Pierre Segond, organist in Geneva, Switserland)
- 1954 Manuale - 16 einfache Fantasien für Orgel ohne Pedal, op. 79 - (Meinem lieben Freund und Schüler Kolman Sass gewidmet)
- 1955 Concert Piece, op. 52a
- 1955 Two Chorale Preludes, op. 81
  1. Stuttgart (To my dear friend and esteemed colleague Alan Harveson)
  2. Lasst uns erfreuen (To my dear friend and esteemed colleague, Melville Cook)
- 1955 Prelude, Canzona e Ciacona, op. 83 - (To my dear friend and esteemed colleague, Ralph Downes)
- 1956 Solemn Prelude, op. 86 (3) - (Vey cordially to my dear friend John Lade)
- 1957 Festival Voluntary, op. 87 - (To my dear friend Reverend Father Canon Titus Timmerman)
- 1958 Praeludien und Hymnen - 16 Orgelstücke in den Kirchentonarten, op. 90 - (Meinem lieben Freunde Kamiel D'Hooghe, organist der Kathedrale zu Brügge, herzlichst gewidmet)
- 1959 Entrata Festiva - Processional and Recessional, voor orgel, twee trompetten, twee trombones, pauken en unisono koor ad lib., op. 93 - (To my dear friend and pupil Leopold Sluys)
- 1959 Thirty Short Preludes on well-known Hymns, op. 95 - (dedicated to Walter Hinrichsen)
- 1959-1964 Hymn Preludes for the Liturgical Year, op. 100
  1. Volume I: Advent-Christmas-Circumcision and Name of Jesus-Epiphany - (dedicated to Edward Klammer)
  2. Volume II: Lent and Easter - (dedicated to Paul Manz)
  3. Volume III: Ascensiontide Pentecost-The Holy Trinity - (dedicated to Kathleen Thomerson-Armstrong)
  4. Volume IV: Minor Festivals - (dedicated to Raymond Boese)
  5. Volume V: All Saint's and Memorial Day-Apostles and Evangelists-Holy Innocents-Martyr's Day - (dedicated to J. Keeler)
  6. Volume VI: Worship-Adoration-Praise - (dedicated to Frank Cunkle)
  7. Volume VII: Matins-Lauds-Sext-None-Vespers-Compline - (dedicated to Mary Nelson)
  8. Volume VIII: Holy Scriptures and Propagation of the Word - (dedicated to Ruth L.Olson)
  9. Volume IX: Holy Baptism, Holy Communion - (dedicated to Frieda Murphy)
  10. Volume X : The Church-The Holy Ministry and Ordination-Installation and Commissioning - (dedicated to Marjorie Jackson)
  11. Volume XI : The House of God-Dedication and Anniversary - (dedicated to Rune Engsö)
  12. Volume XII : The Lord's Day: beginning and close of Worship - (dedicated to Parley Belnap)
  13. Volume XIII : Repentance-Faith and Redemption - (dedicated to Alec Wuton)
  14. Volume XIV: The Kingdom of God-Missions - (dedicated to Leon Rittweger)
  15. Volume XV :Confirmation-Christian Education - (dedicated to Joan Johnson)
  16. Volume XVI : Sanctification and the Christian Life - (dedicated to Guenther Fischinger)
  17. Volume XVII: Christian Stewardship and Service - (dedicated to Palle Asfelt)
  18. Volume XVIII : Contemplation-The Inner Life-Comfort-Trust - (dedicated to Gerard Gillen)
  19. Volume XIX: Prayer-Intercession and Supplication - (dedicated to Robert Noehren)
  20. Volume XX: Pilgrimage-Conflict and Victory - (dedicated to Fritz Oberdoerffer)
  21. Volume XXI: Death-Life Everlasting-Commemoration - (dedicated to David Craighaid)
  22. Volume XXII: Harvest and Thanksgiving - (dedicated to Walter E. Buszin)
  23. Volume XXIII: Marriage-The Home and the Family - (dedicated to Leopold Sluys)
  24. Volume XXIV: City and Nation-The World-Doxology - (dedicated to Catherine Crozier)
- 1960 Domenica XI post Pentecostem - Vier orgelstukken, op. 99
- 1960 Chorale-Fantasy on "Christ the Lord has risen", voor twee trompeten, twee trombones en orgel, op. 101 - (To Dr. Marilyn Mason)
- 1962 Organ Partita on Almighty God of Majesty, op. 109
  1. Preludium
  2. Bicinium
  3. Trio
  4. Postludium
- 1964 Praeludiale, 16 einfache Praeludien für Orgel ohne Pedal, op. 113 - (À Adelaide van Reeth)
- 1964 Six Lyrical Pieces, op. 116
  1. Grave (To Frans and Ida van Isacker);
  2. Duo for Flutes and Cromorne (To Denise Hersée);
  3. Contemplative Canzone (To Jeanneke Nuyens);
  4. Invocation (To Frans Nuyens);
  5. Lyrical Canticle (To Dr. Sylvain Bellens, Mechelen);
  6. Trumpet Tune (To Dr. Frederick Tulan)
- 1969 Zehn Inventionen, zum liturgischen Gebrauch (Vorspiel-Offertorium-Communio oder Nachspiel), op. 117 - (To Deane Hutchison)
- 1971 Evening Song in Portland, op. 131 - (To my dear friend Deane Hutchison)
- 1972 Ten Preludes on Old Flemish Carols - Zehn Präludien auf altflämische Weinachtslieder, op. 119 - (In oprechte vriendschap aan Gouverneur en Mevrouw Louis Roppe)
- 1973 Paraphrase on Salve Regina, op. 123 - (To Jennifer Bate)
- 1975 Introduzione, fugato con corale sopra Pro Civitate, op. 126 - (opgelegd werk voor de Nationale Muziekwedstrijd Gemeentekrediet van België : Pro Civitate, 1975)
- 1977 Partita on Puer nobis nascitur, op. 127 - (To my dear friend Bryan Hesford)
  1. Choral
  2. Bicinium
  3. Trio
  4. Cradle Song
  5. Finale
- 1977 Sonata quasi una Fantasia, op. 129 (To my dear friend Dr. John Hofmann)
- 1977 Little Choral Suite, Low Mass, op. 130
- 1981 Invention (Johan Fleerackers), op. 133
- 1982 Ricercare for organ, op. 134 - (In devout memory of my beloved Marieke)
- 1982 Partita op Lieve Vrouwe van de Kempen, op. 135 - (Aan Chris Dubois)
- 1983 Tripartita on Salve Regina, voor tenor en orgel, op. 136
  1. Evening Prayer
  2. Salve Regina (voor James Griffett),
  3. Pro Fine (to Bryan Hesford)
- 1984 Preludium op Resurrexi van Pasen, op. 138
- 1985 Prière pour une Paix, op. 139 - (A Mgr Monsengwo Pasynia)
- 1986 Regina Coeli, op. 140 (versie voor cello en orgel "In Memoriam Hermann Schroeder; versie voor orgel)
- Ars Organi, Vol. 1 - Vol. 3
- Sixty Short Pieces

### Werken voor piano
- Sonatina, op. 45
- Sonatina in G majeur, op. 46